# 对叶盐蓬属
对叶盐蓬属（学名：Girgensohnia）是藜科下的一个属，为一年生草本或半灌木植物。该属共有约6种，分布于中亚和西亚。